# Edwige Fenech
Edwige Fenech (Annaba, Argélia, 24 de dezembro de 1948) é uma atriz, produtora e apresentadora de televisão nascida na Argélia, ainda colônia francesa e naturalizada italiana. É um grande ícone do cinema italiano, conhecida por sua atuação em dezenas de filmes dos gêneros giallo e commedia sexy, entre o final dos anos 60 até os anos 80.

## Biografia
Nascida em Annaba (à época denominata Bône, na então  Argélia francesa) Edwige Fenech é filha de pai originário de Malta e mãe de origem siciliana.
Após o divórcio de seus pais, ela se mudou com sua mãe para Nice, na França, onde frequentou o ensino médio e estudou dança e medicina. Lá, ela foi notada ao caminhar pela rua e contratada para uma pequena participação no filme Toutes folles de lui, de Norbert Carbonnaux.
Em 1967, participou do concurso de beleza Lady France, que aconteceu em maio durante o Festival de Cinema de Cannes e ganhou, obtendo assim o direito de participar do Lady Europa, como representante de seu país. O evento ocorreu em agosto e Fenech ficou em terceiro lugar, atrás da vencedora Dolores Agusta e da espanhola Rocío Jurado. Embora não tenha vencido, ela foi notada por um caçador de talentos, que a propôs estrelar o filme italiano Samoa, regina della giungla. Edwige então se muda com sua mãe para a Itália.
Após este filme e o seguinte, Il figlio di Aquila Nera, ambos dirigidos por Guido Malatesta, trabalha por um certo período na Alemanha; depois retorna à Itália para filmar dois filmes com Franco Franchi e Ciccio Ingrassia, Don Franco e don Ciccio nell'anno della contestazione e Satiricosissimo (em que ela interpreta a Imperatriz Poppea). Entre o final dos anos 60 e o início dos anos 70, ele atuou em filmes do gênero giallo, em voga naqueles anos. Inicia uma longa parceria com o diretor Sergio Martino, com títulos como Lo strano vizio della signora Wardh, que fazem dela um ícone do giallo erótico.
Sua consagração ocorreu em 1972, quando ela foi a protagonista do "decamerotico" Quel gran pezzo dell'Ubalda tutta nuda e tutta calda, de Mariano Laurenti. O filme tornou-se um cult do cinema trash, assim como o seguinte, Giovannona Coscialunga disonorata con onore. Desde então, por cerca de uma década, ela manteve-se como a grande protagonista da chamada commedia sexy all'italiana, com todas as suas versões: na escola, nas forças armadas, no hospital e na polícia. Os primeiros filmes deste gênero interpretados por Edwige Fenech são 40 gradi all'ombra del lenzuolo, de Sergio Martino, com Tomás Milián, e La poliziotta fa carriera, com Mario Carotenuto e Alvaro Vitali (no qual ela, obviamente, interpreta uma provocadora policial) de 1976 , até o último filme da série que é de 1981.
Seu primeiro nu total na tela grande remonta a 1976, no filme La pretora, dirigido por Lucio Fulci. Seu sucesso entre o público masculino, que a considera um grande símbolo sexual, se deve a um corpo com uma forma tentadora e uma forte sensualidade natural, que os diretores obviamente exploraram em cada um de seus filmes. Posou nua várias vezes para a edição italiana da revista Playboy.
Em 2007, ele voltou às telas, convidada pelo diretor estadunidense Quentin Tarantino, para uma participação no filme Hostel: Parte II, uma sequência de Hostel, novamente dirigida por Eli Roth. Ambos são fãs declarados de Fenech: o próprio Tarantino teve toda a sua coleção de filmes de Edwige  autografados por ela, e, em seu Bastardos Inglórios, o personagem interpretado por Mike Myers é chamado de "Ed Fenech", em homenagem à atriz. Em 2012, Fenech interpretou Catherine II da Rússia, na minissérie de televisão La figlia del capitano, da qual também foi produtora.

## Filmografia
- Toutes folles de lui (1967)
- Alle dame del castello piace molto fare quello (1967)
- Samoa, regina della giungla (1968)
- Il figlio di Aquila Nera (1968)
- Susanna... ed i suoi dolci vizi alla corte del re (Frau Wirtin hat auch einen Grafen) (1968)
- Top Sensation (1968)
- Testa o croce (1969)
- Le manguste (Komm, liebe Maid und mache) (1969) (non accreditata)
- Don Franco e don Ciccio nell'anno della contestazione (1969)
- Il trionfo della casta Susanna (Frau Wirtin hat auch eine Nichte) (1969)
- Mia nipote... la vergine (Madame und ihre Nichte) (1969)
- L'uomo dal pennello d'oro (Der Mann mit dem goldenen Pinsel) (1969)
- Desideri, voglie pazze di tre insaziabili ragazze (Alle Kätzchen naschen gern) (1969)
- I peccati di Madame Bovary (Die Nackte Bovary) (1969)
- Satiricosissimo (1970)
- Le Mans - Scorciatoia per l'inferno (1970)
- 5 bambole per la luna d'agosto (1970)
- Deserto di fuoco (1971)
- Lo strano vizio della signora Wardh (1971)
- Le calde notti di Don Giovanni (1971)
- Tutti i colori del buio (1972)
- Il tuo vizio è una stanza chiusa e solo io ne ho la chiave (1972)
- Perché quelle strane gocce di sangue sul corpo di Jennifer? (1972)
- Quando le donne si chiamavano madonne (1972)
- La bella Antonia, prima monica e poi dimonia (1972)
- Quel gran pezzo della Ubalda tutta nuda e tutta calda (1972)
- Giovannona Coscialunga disonorata con onore (1973)
- Dio, sei proprio un padreterno! (1973)
- Fuori uno sotto un altro... arriva il passatore (1973)
- Anna, quel particolare piacere (1973)
- La vedova inconsolabile ringrazia quanti la consolarono (1973)
- La signora gioca bene a scopa? (1974)
- Innocenza e turbamento (1974)
- Il vizio di famiglia (1975)
- La moglie vergine (1975)
- L'insegnante (1975)
- Grazie... nonna (1975)
- Nude per l'assassino (1975)
- La dottoressa del distretto militare (1976)
- La poliziotta fa carriera (1976)
- 40 gradi all'ombra del lenzuolo (1976)
- Cattivi pensieri (1976)
- La pretora (1976)
- La vergine, il toro e il capricorno (1977)
- Taxi Girl (1977)
- La soldatessa alla visita militare (1977)
- Il grande attacco (1978)
- L'insegnante va in collegio (1978)
- L'insegnante viene a casa (1978)
- La soldatessa alle grandi manovre (1978)
- Sabato, domenica e venerdì, episodio "Sabato" (1979)
- La patata bollente (1979)
- Dottor Jekyll e gentile signora (1979)
- Amori miei (1979)
- La poliziotta della squadra del buon costume (1979)
- Zucchero miele e peperoncino (1980)
- Sono fotogenico (1980)
- Il ladrone (1980)
- La moglie in vacanza... l'amante in città (1980)
- Io e Caterina (1980)
- Il ficcanaso (1981)
- Cornetti alla crema (1981)
- Asso (1981)
- Zitto quando parli (Tais-toi quand tu parles!) (1981)
- La poliziotta a New York (1981)
- Sballato, gasato, completamente fuso (1982)
- Roma X112X (1982) (non accreditata)
- Ricchi, ricchissimi, praticamente in mutande (1982)
- Il paramedico (1982)
- Vacanze in America (1984)
- Un delitto poco comune (1988)
- Il fratello minore (2000)
- Hostel: Part II (2007)